# Olga Grafová
Olga Borisovna Grafová (rusky Ольга Борисовна Граф; * 15. července 1983 Omsk, Ruská SFSR) je ruská rychlobruslařka.
Od roku 2001 startovala na ruských šampionátech nebo menších domácích závodech, na mezinárodní scéně se poprvé představila v prosinci 2007 na závodu Světového poháru. Ve Světovém poháru začala pravidelně nastupovat od podzimu 2010, v roce 2011 se premiérově účastnila Mistrovství světa na jednotlivých tratích (3000 m – 18. místo), následující rok již byla na světovém šampionátu čtvrtá na distanci 5000 m a dosáhla také osmé příčky na Mistrovství Evropy. V roce 2013 dokončila kontinentální šampionát šestá, stejné umístění vybojovala v dalším roce. Největšího úspěchu dosáhla na Zimních olympijských her 2014, kdy získala bronzové medaile v závodě na 3000 m a ve stíhacím závodě družstev, na trati 5000 m skončila čtvrtá. Z vícebojařského světového šampionátu 2014 si přivezla stříbrnou medaili. Na MS 2015 pomohla vybojovat ruskému týmu bronzovou medaili ve stíhacím závodě družstev, kterou v letech 2016 a 2017 obhájil. Na Mistrovství Evropy 2018 získala s ruským týmem ve stíhacím závodě stříbrnou medaili.